# Bernard Schmied
Bernard Schmied (1933 – 11 febbraio 2024) è stato un cestista svizzero.

## Carriera
Con la Svizzera disputò le Olimpiadi di Helsinki 1952.